# Haus Rykenberg

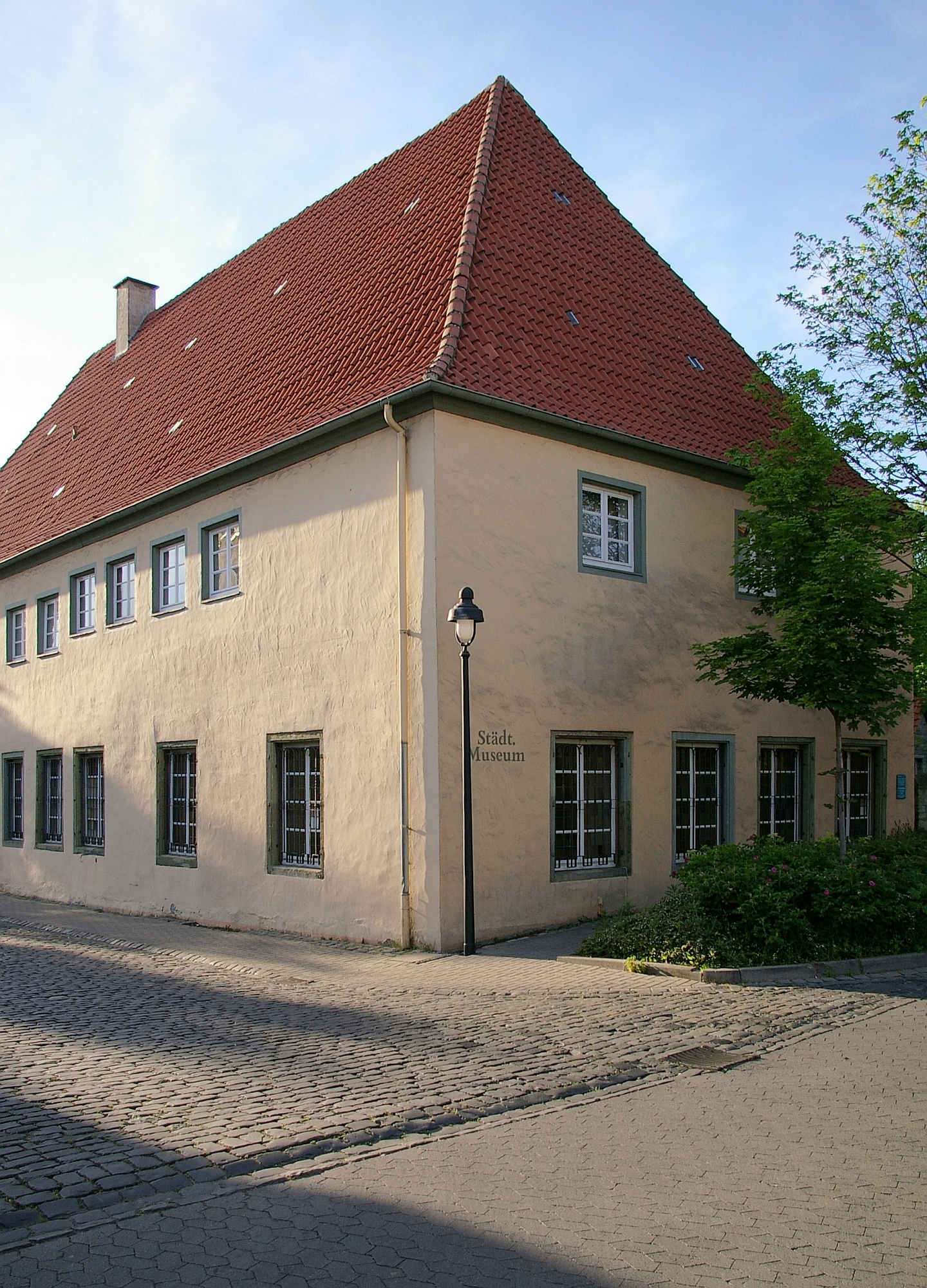
Haus Rykenberg

Das Haus Rykenberg ist ein denkmalgeschütztes Gebäude am Rykenberg in Werl, im Kreis Soest (Nordrhein-Westfalen).

## Geschichte und Architektur
Der mittelalterliche Steinbau mit Fachwerkanteil ist ein Burgmannenhaus, dessen älteste Teile aus dem 14. Jahrhundert stammen. És ist das ursprüngliche Wohnhaus der Burgmannsfamilie von dem Rykenberge. Arnold von dem Rykenberg erbaute das Haus nach 1360, sein Sohn Dietrich konnte den Besitz nicht halten. Anschließend bewohnten und besaßen verschiedene Werler Erbsälzerfamilien das Haus, darunter Katharina Zelion-Brandis und Kasper Mellin. Von 1624 bis Mitte des 18. Jahrhunderts bewohnte die Familie Zelion-Brandis das Anwesen. Die Familie von Lilien war von 1756 bis 1914 Eigentümer, danach kaufte es um 1960 die Stadt Werl.
Das Gebäude war in einem desolaten Zustand. Aufgrund kriegsbedingter Wohnungsnot, waren mehrere, nicht fachgerechte Ein- und Umbauten vorgenommen worden. Wegen Fäulnis im Gebälk war das Dach stark abgesunken und unter der Last des darüberliegenden Stockwerkes war in der ehemaligen Küchendiele ein Eichenbalken gebrochen. Etliche Räume waren vom Schwamm befallen. Die ersten drei Räume konnten 1962, nach Renovierungen, für das Museum genutzt werden. Die ehemaligen Bewohner wurden nach und nach anderweitig untergebracht und auch der Rest des Gebäudes konnte instand gesetzt werden.
Der Hausteil an der Westseite ist ein massiver Sandsteinbau, der wahrscheinlich einmal umgräftet war. Ein weiteres Bauteil ist eine Kemenate auf einem rechteckigen Grundriss, bestehend aus Keller-, Erd- und Obergeschoss. Die spitzbogigen Fenster im Erdgeschoss wurden später eingebaut. Zwei spätere Hausteile sind im 16. und 17. Jahrhundert in Fachwerk errichtet worden. Der Vorbau an der Nordseite, neben dem heutigen Eingang, ist nahezu quadratisch. Er ist vom Keller bis zum Dach hochgezogen, zum Keller führen einige Stufen herab. Vermutlich haben diese Räume in früherer Zeit den Bediensteten der Erbsälzer als Schlafkammern gedient.

## Heutige Nutzung
Das Haus beheimatet das Städtische Museum Am Rykenberg - Wendelin-Leidinger-Haus.